# 래리 테일러
래리 테일러(Larry Taylor, 1918년 7월 13일 ~ 2003년 8월 6일)는 영국의 배우, 텔레비전 배우이다.
피터버러에서 태어났으며 요하네스버그에서 사망하였다.

## 영화
- 폐허의 토퍼빌 (1989년)
- 아웃 온 베일 (1989년)
- 갱 워 (1987년)
- 스파이 레이스 (1974년)
- 악마의 비밀 (1973년)
- 주디스 (1966년)
- 미이라 묘지의 저주 (1964년)
- 왕과 조국 (1964년)
- 줄루 (1964년)
- 그란트 선장의 아이들 (1962년)
- 세인트(영어판) (1962년)
- 로빈슨 가족 (1960년)
- 자니 온 더 런 (1953년)